# Clube Futebol com Vida SAF
O Clube Futebol com Vida SAF é um clube brasileiro de futebol profissional com sede nas cidades de Viamão e Três Passos, no Rio Grande do Sul. Ele manda seus jogos no CT Becker e suas cores são o verde e o branco.

## História
O clube foi fundado em 03 de fevereiro de 2022 e é reconhecido como a primeira Sociedade Anônima do Futebol (SAF) do Rio Grande do Sul. O projeto Futvida foi criado com o objetivo de formar atletas e gerar retorno financeiro por meio da projeção e venda dos mesmos. O nome do clube representa o desejo por formar não só atletas mas também cidadãos que procuram seguir uma caminhada correta na vida. Sua equipe principal treina e manda os seus jogos no CT Becker na cidade de Viamão, e a equipe juvenil no CT TAC em Três Passos. 
Seu fundador e presidente é Sandro Becker, ex zagueiro do Internacional e do Flamengo. Sandro também gerenciou a carreira de jogadores, como Lúcio, zagueiro campeão mundial em 2002 com a Seleção Brasileira. Ele mesmo é dono do CT Becker e do CT TAC. A sua motivação para fundar um time de futebol começou em agosto de 2021, quando houve a criação de SAFs e assim pode ter a segurança jurídica em seus investimentos. No mesmo ano, apresentou a ideia para os diretores do Três Passos Atlético Clube (TAC), clube no qual já contribuia financeiramente. Após receber a negativa por parte do time para a migração ao novo projeto, decidiu por fundar o Clube Futebol com Vida SAF. 
A sua estreia como equipe profissional foi no Campeonato Gaúcho de Futebol de 2023 - Série B, equivalente ao terceiro e último nível do futebol gaúcho. A primeira partida foi disputada no dia 24 de setembro de 2023 diante o Cruzeiro-RS na Arena Cruzeiro, no qual o Futvida perdeu pelo placar de 2 a 1. Mesmo assim, com um pouco mais de um ano de fundação já conseguiu ser vice campeão da competição, perdendo na final para o mesmo Cruzeiro-RS. Com essa campanha garantiu a promoção para o Campeonato Gaúcho de Futebol de 2024 - Série A2, permitindo o sonho de já na temporada seguinte subir à elite do futebol estadual.
No dia 13 de maio de 2025, em Conselho Técnico Extraordinário do Gauchão Série A2 realizado pela FGF, foi registrado o abandono do Futebol com Vida da competição. Por essa razão, o clube foi rebaixado para o Campeonato Gaúcho de Futebol de 2026 - Série B e licenciado das atividades profissionais no ano de 2025.
O clube possui também uma equipe de futebol profissional feminino e de categorias de base, inclusive já conquistando um vice do Campeonato Gaúcho de Futebol Sub-20 - Série A2.

## Estatísticas

### Participações
|  | Participações em 2025 |

| Competição        | Competição | Temporadas | Melhor campanha     | Estreia | Última | P | R |
| Rio Grande do Sul | Série A2   | 1          | 14º colocado (2024) | 2024    | 2024   | – | 1 |
| Rio Grande do Sul | Série B    | 1          | Vice-campeão (2023) | 2023    | 2023   | 1 |   |

## Desempenho

### Profissional
*2025: Rebaixado por desistência
Legenda:
| Promovido à Divisão de Acesso Rebaixado para a Série B |

### Sub-20
*2025: Rebaixado por desistência
Legenda:
| Promovido à Série A1 Rebaixado para a Série A2 |